# أوبري بيردزلي

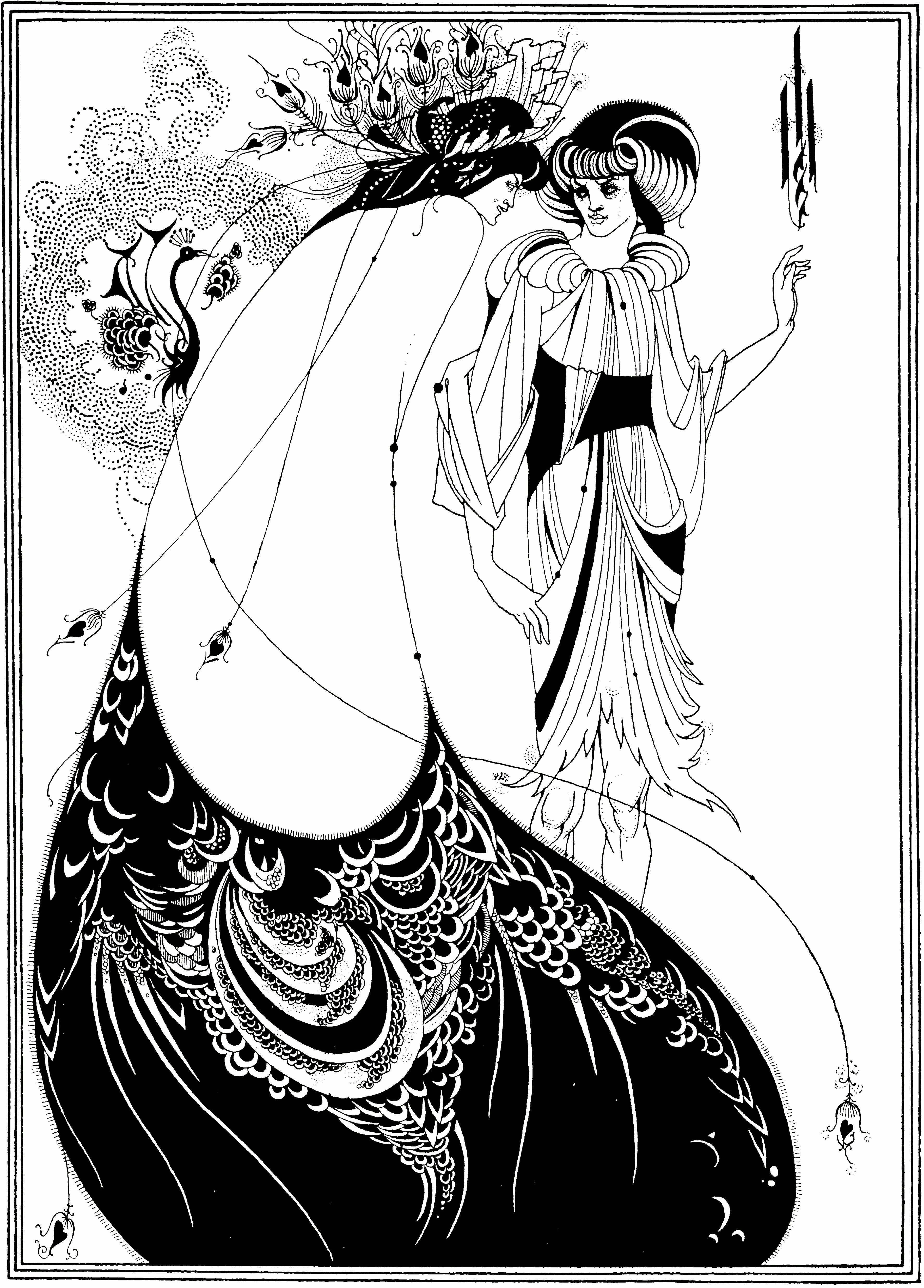
The Peacock Skirt, 1894

أوبري ڤنسنت بيردزلي (بالإنجليزية: Aubrey Vincent Beardsley)‏ Aubrey Vincent Beardsley (1289 - 1315 هـ / 1872 - 1898 م) هو رسام مجلات إنجلترا. أشرف فنيا ً على نشر الكتاب الأصفر (1894 – 1896)، وله عدة لوحات بالأبيض والأسود. توفي في سن الخامسة والعشرين بمرض السل.

## روابط خارجية
- أوبري بيردزلي على موقع الموسوعة البريطانية (الإنجليزية)
- أوبري بيردزلي على موقع ميوزك برينز (الإنجليزية)
- أوبري بيردزلي على موقع إن إن دي بي (الإنجليزية)
- أوبري بيردزلي على موقع ديسكوغز (الإنجليزية)